# 邬达克

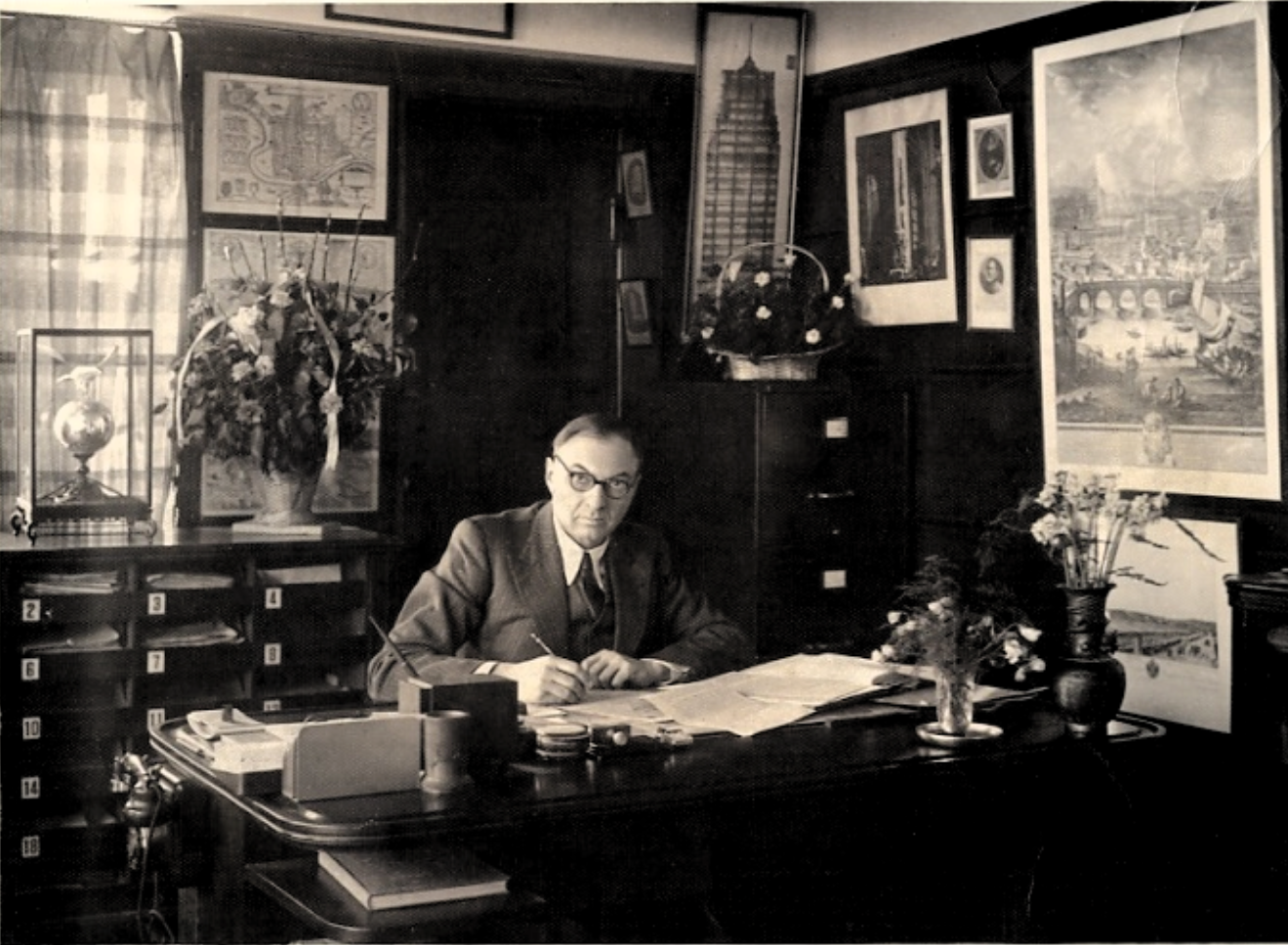
1934年的邬达克

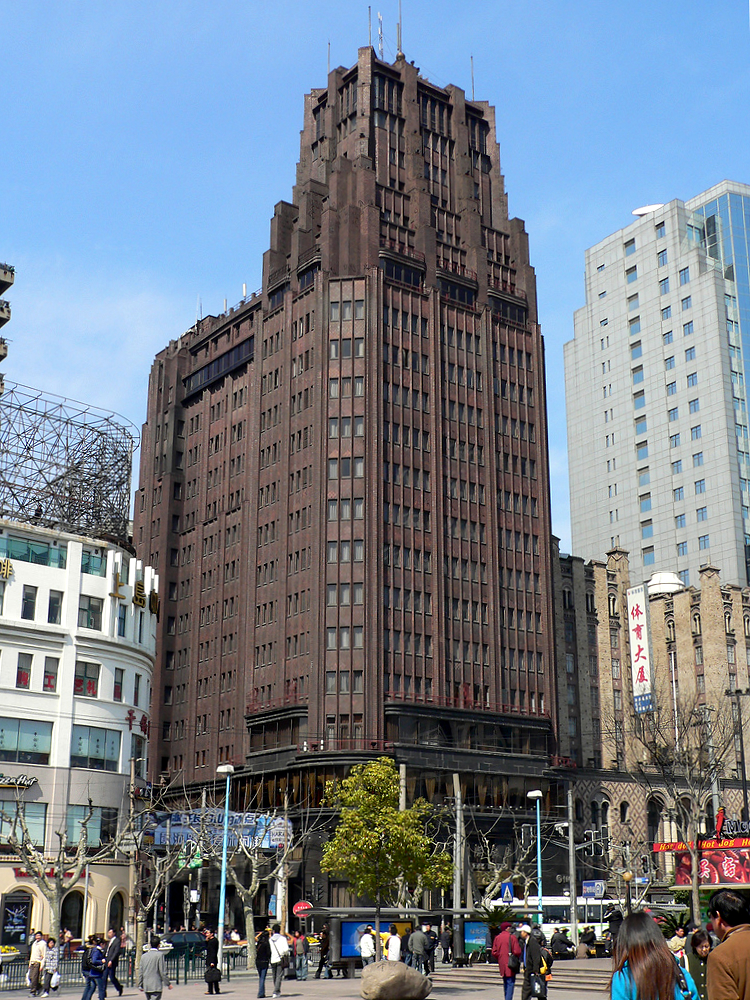
国际饭店（1934年）

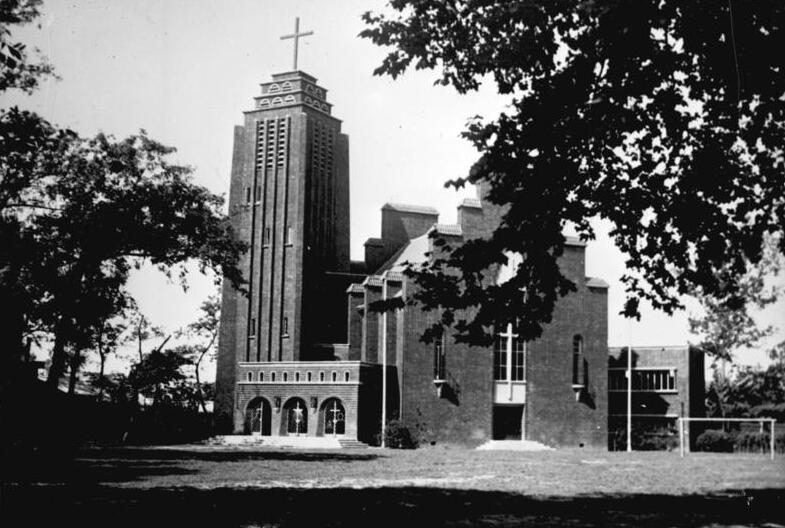
上海德国礼拜堂（1932年）

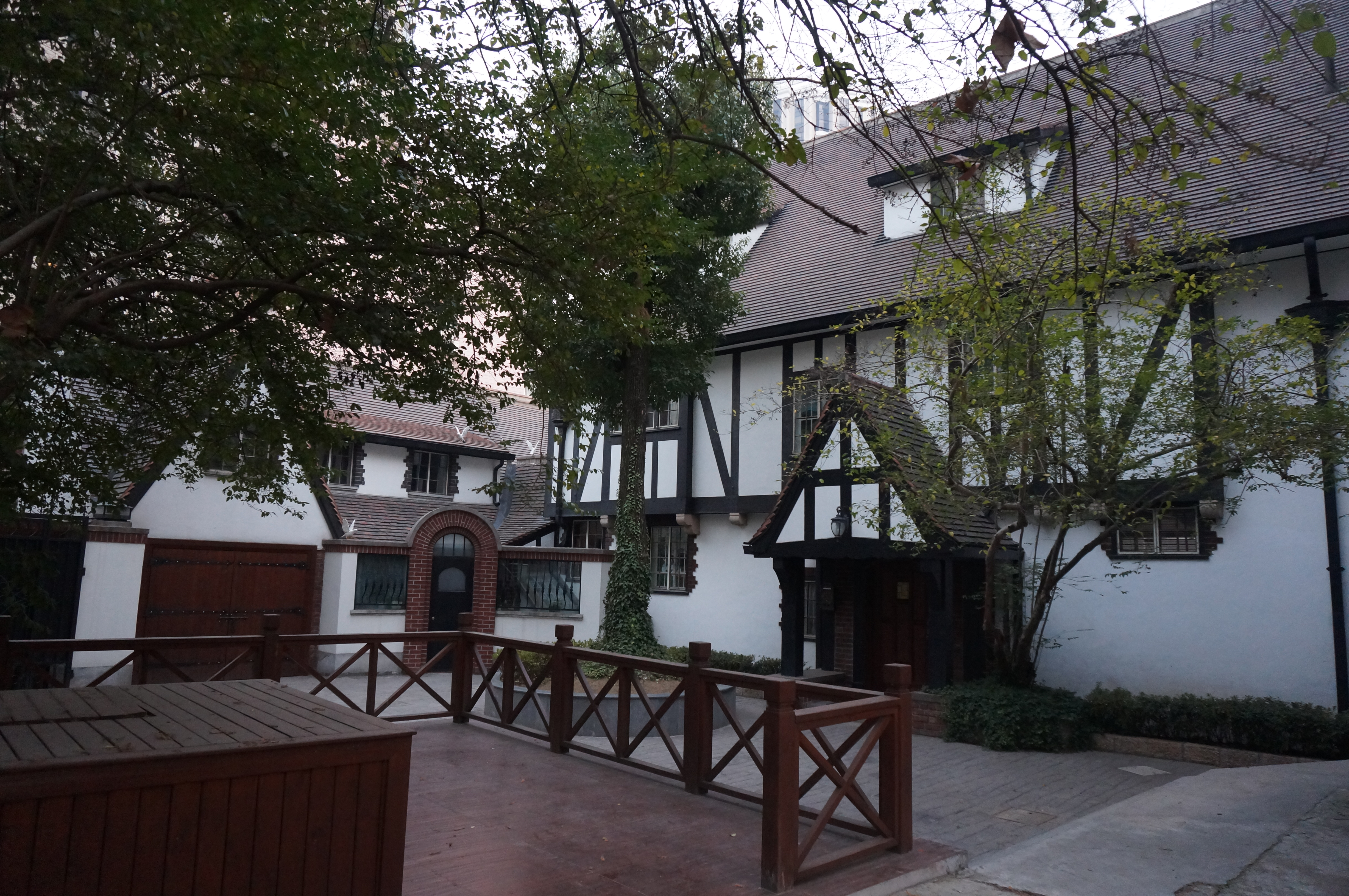
原邬达克自宅，今上海邬达克纪念馆

拉迪斯拉夫·爱德华·邬达克（1893年1月8日—1958年10月26日）是1920年代和1930年代居住在上海的一位匈牙利籍斯洛伐克建筑师，其为上海设计了超过100栋单体建筑，有35处被列为上海市優秀歷史建築。

## 生平
邬达克为匈牙利籍斯洛伐克人，1893年1月8日生于匈牙利王国（今斯洛伐克班斯卡-比斯特里察），一个富裕的斯洛伐克人家庭。自1911年至1914年在布达佩斯皇家学院学习建筑学，毕业后当选匈牙利皇家建筑学会会员。第一次世界大战时他应征入伍，在1916年被俄国哥萨克骑兵俘虏，送往西伯利亚的监狱。1918年，正在俄國內戰白军和红军交戰之际，在被转移经过中国边境附近时，他跳下正在行驶的火车逃生，冒险进入中国境内，前往上海，安家在赫德路（今常德路）13号简单的一居室中，在那里加入美国建筑师事务所克利（Curry）洋行，学习英语和汉语。1922年在上海与吉塞拉迈耶结婚，同住在吕西纳路（今利西路）17号别墅中。1925年独自开业。1947年他离开上海后，前往瑞士卢加诺定居，后去罗马。1950年他移居到美国加州伯克利，他在加州大学伯克利分校任教。在1958年地震期间，他死于心脏病发作。1970年，他被埋葬在斯洛伐克班斯卡-比斯特里察的一个新教墓地。
从1918年到1941年，邬达克至少在上海留下了37件建筑作品，其中有上海跑马厅（人民广场）附近的慕尔堂、国际饭店和大光明大戏院。他也免费设计了一系列教会建筑物。他的建筑创作风格，也从早期的20世纪初流行的新古典主义，逐渐过渡到后期的装饰艺术风格和现代风格。虽然其中一些建筑物已经消失，但是许多仍然存在，现在都列为优秀近代建筑。

## 主要作品

### 上海
- 美丰大楼1920年，河南中路521－529号
- 何东上海公馆，1920，陕西北路457号，现上海辞书出版社
- 汾阳路150号住宅，1920，汾阳路150号
- 蓝华德堂（中西女塾社交堂、海涵堂，Social Hall），1922年，江苏路155号，今五一楼
- 卡尔登大戏院，1923年，黄河路21号，1997年拆除
- 上海花旗总会，1923年，福州路209号
- 诺曼底公寓（武康大楼），1924年，淮海中路1842-1858号
- 方西马大楼（Foncim Building），1924年，延安西路7号 1997年建延安路高架拆除
- 息焉堂，1925年，可乐路1号
- 宏恩医院，（Country Hospital）1925年，延安西路211号
- 宝隆医院，（Paolun Hospital）1925年，凤阳路415号
- 爱司公寓，（Estrelia Apartment）1926年，瑞金一路150号
- 四行储蓄会大楼，1926年，四川中路261号
- 西门外妇孺医院（Magarret Williamson Hospital），1926年，方斜路419号
- 闸北水电厂（Chapei Power Station），1927年，吴淞
- 哥伦比亚住宅圈，1928年，新华路211弄、319弄
- 孙科住宅，1929年，番禺路60号，后为生物制品研究所，
- 慕尔堂，1929年，西藏中路361号
- 浙江大戏院（CHEKIANG CINEMA），1929年，浙江中路123号
- 广学会大楼（Christan Liberature Society Building），1930年，博物院路（虎丘路）128号
- 浸信会真光大楼（China Baptist Publication Building），1930年，圆明园路209号
- 爱文义公寓，（Avenue Apartments），1931年，北京西路1341号-1383号
- 斜桥弄巨厦（龚家花园），（Mr.P.C.Woo's Residence），1931年，石门一路315弄6号
- 刘吉生住宅（上海市作家协会），1931年，巨鹿路675号
- 交通大学工程馆，1931年
- 德国新福音教堂，1931年，文革时拆除，原址建贵都大酒店及希尔顿宾馆
- 大光明大戏院，1931年，静安寺路216号
- 国际饭店，1931年-1934年，22层，静安寺路（今南京西路）170号，正对跑马厅（今人民广场），直到1980年代一直是上海最高建筑。

- 上海啤酒厂，（Union Brewery LTD），1933年，130号
- 辣斐大戏院，1932年，323号
- 丁贵堂住宅, 1932年，45号
- 圣心女子职业学校，（Sacred Heart Vocational College For Girls），1936年
- 中西女中景莲堂（Mcgregon Hall），1935年，155号
- 达华公寓，1935年，延安西路914号
- 吴同文住宅，1937年，哈同路（铜仁路）333号、爱文义路（北京西路），俗称“绿房子”，现代风格
- 美国乡村总会，1936年，延安西路1262号
- 震旦女子文理学院附属圣心小学（向明中学），（Chinese School of the Convent of the Sacred Heart），1938年，长乐路143号
- 俄罗斯天主学校男生宿舍，1941年，长乐路143号

### 斯洛伐克
- 礼拜堂, 班斯卡-什佳夫尼察
- 礼拜堂, Vihnye

### 乌克兰
- 礼拜堂, 沃里尼亞